# Synagoga aszkenazyjska w Paryżu
Synagoga aszkenazyjska w Paryżu – zabytkowa synagoga położona w dzielnicy Le Marais w Paryżu, przy ulicy des Tournelles. Została wybudowana w 1876.

## Historia
Projekt synagogi wykonał etatowy architekt XVIII okręgu paryskiego Marcellin Varcollier, uczeń Victora Baltarda w 1872. Budowę obiektu wsparło finansowo miasto Paryż. Do synagogi uczęszczali Aszkenazyjczycy pochodzący z Alzacji i Lotaryngii, a w miarę przyrostu liczby emigrantów zamieszkujących w Basenie Paryskim - emigranci żydowscy z krajów Europy Środkowej i Wschodniej.
W 1958, ze względu na wywołany przez Holokaust ogromny spadek żyjących w Paryżu Aszkenazyjczyków, synagoga przeszła na ryt sefardyjski. Od 1987 posiada status zabytku.

## Architektura
Synagoga reprezentuje styl neobizantyjski. Centralny punkt fasady stanowi rozeta z witrażem, otoczona rzeźbami nawiązującymi do wyglądu zwojów Tory z cytatami w języku hebrajskim. Na przedniej ścianie budynku znajduje się również tablica przypominająca o współudziale miasta Paryża w budowie synagogi i o jej przynależności do publicznej przestrzeni miejskiej. Półkoliste okna budynku tworzą dwa rzędy: pięć większych otworów z maswerkiem w niższym oraz dziesięć mniejszych zestawionych po dwa na wyższym poziomie. Pięcioro drzwi synagogi nie posiada portali. Całość wieńczą Tablice Prawa.
Synagoga ma 21 metrów długości. We wnętrzu zachował się oryginalny Aron ha-kodesz z drzwiami z żelaza. Galerie dla kobiet wspierają marmurowe rzeźbione filary. Przy dekoracji galerii architekt, zgodnie z trendami epoki, wykorzystał metal, z którego wykonane są ostrołukowe arkady połączone z balustradą. Witraże synagogi przedstawiają sceny biblijne oraz motywy geometryczne.
Synagoga może pomieścić 606 osób w części parterowej oraz 260 i 280 na galeriach.